# Suzy Cote
Suzy Cote (* 17. September 1968 in Santa Barbara, Kalifornien) ist eine US-amerikanische Schauspielerin.

## Karriere
Sie gab ihr Debüt als Schauspielerin 1989 in der Seifenoper Springfield Story. Dort spielte sie bis 1992 die Rolle der Samantha Marler.
Seitdem ist Suzy Cote in einigen Filmen und Serien aufgetreten.

## Filmografie (Auswahl)
- 1989–1992: Springfield Story (The Guiding Light, Fernsehserie, 99 Episoden)
- 1989: The Big Picture
- 1989: Hände weg von meiner Tochter (She′s Out of Control)
- 1995: Dämonische Nachbarn (Not Like Us)
- 1996: Grace (Fernsehserie, 1 Episode)
- 1996: Murder One (Fernsehserie, 2 Episoden)
- 1996: Shoot the Moon
- 2003: The Guardian – Retter mit Herz (The Guardian, Fernsehserie, 1 Episode)
- 2004: Lady Cops – Knallhart weiblich (The Division, Fernsehserie, 1 Episode)
- 2007: CSI: Vegas (CSI: Crime Scene Investigation, Fernsehserie, 1 Episode)
- 2007: True Love
- 2010: Trick of the Witch
- 2010: You, Only Better…
- 2010: Beautysleep Symphony
- 2011: Dr. House (House, M.D., Fernsehserie, 2 Episoden)
- 2011: All Alone